# Robert C. Thorne

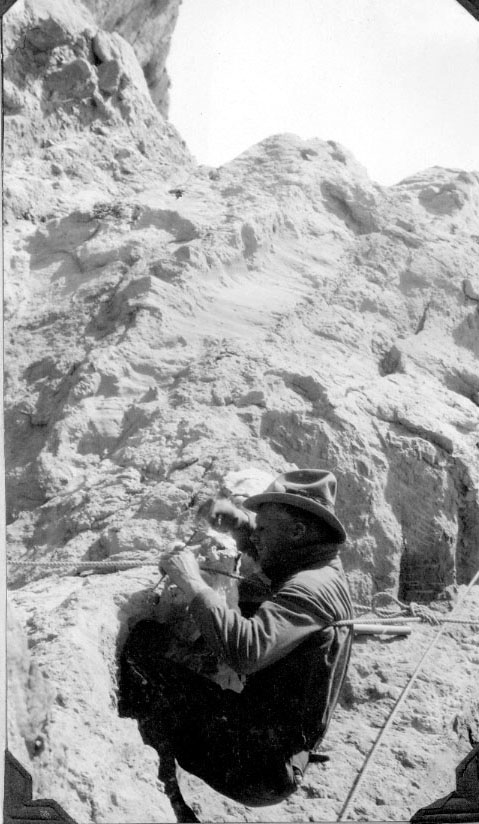
Robert C. Thorne arbeitet an einem Doedicurus-Skelett, 1926.

Robert Coin Thorne (* 25. November 1898 in Ashley, Utah; † 27. Mai 1960 in Vernal, Utah) war ein US-amerikanischer Paläontologe.
Er beteiligte sich an der von April bis November 1926 durchgeführten 2. Paläontologischen Kapitän Marshall Field Expedition. Weitere Teilnehmer waren der Expeditionsleiter und Fotograf Elmer S. Riggs, Rudolf Stahlecker und Felipe Méndez. Der Zweck war das Sammeln fossiler Präparate in der argentinischen Provinz Catamarca. Die Expedition war sehr erfolgreich, und auch neue Arten wie Stahleckeria wurden dabei gefunden.